# Mordella subbasalis
Mordella subbasalis es una especie de coleóptero de la familia Mordellidae.

## Distribución geográfica
Habita en Ingria.